# Soul Militia
Soul Militia, anciennement 2XL, est un groupe de hip-hop estonien. Formé en 1997, il se compose de Sergei Morgun (Semy), Kaido Põldma, et Lauri Pihlap (Lowry).

## Biographie
Le groupe est initialement formé en 1997 sous le nom de 2XL. Ils gagnent le Concours Eurovision de la chanson en 2001 en tant que choristes de Tanel Padar et Dave Benton pour l’Estonie grâce au titre Everybody. En 2002, le nom du groupe devient Soul Militia. Ils participent à nouveau aux sélections estoniennes en 2007 avec la chanson My Place.
En 2012, le groupe sort le single The Future Is Now, qui estsuivi par un autre single intitulé Gotta Do It.

## Membres
- Lauri Pihlap (Lowry)
- Sergei Morgun (Semy)
- Kaido Põldma (Craig)
- Indrek Soom (Ince) (1997-2004)

## Discographie

### Albums studio
- 2002 : On the Rise
- 2004 : Silence Before the Storm

### Singles
- 2002 : Whutcha Want
- 2002 : Mind Made Up
- 2003 : Freak In Me
- 2003 : Hey Mami
- 2004 : Say It
- 2004 : Tõmbab Käima avec Chalice
- 2005 : Never Go Away
- 2006 : Tule Kui Leebe Tuul
- 2007 : My Face
- 2012 : The Future Is Now
- 2012 : Gotta Do It